# 襲撃
| ウィキペディアには「襲撃」という見出しの百科事典記事はありません（タイトルに「襲撃」を含むページの一覧/「襲撃」で始まるページの一覧）。 代わりにウィクショナリーのページ「襲撃」が役に立つかもしれません。 |